# Sericania yamayai
Sericania yamayai är en skalbaggsart som beskrevs av Kobayashi och Fujioka 2008. Sericania yamayai ingår i släktet Sericania och familjen Melolonthidae. Inga underarter finns listade i Catalogue of Life.